# Discover (企業)
Discover Ltd.（ディスカバー）は、東京都渋谷区に本社を構えるインバウンド向けの観光サービスを行っているベンチャー企業である。

## 事業内容
日本の文化、地域の伝統を自社メディアにて世界に向けて発信し、日本の魅力を分かりやすく紹介している。
また、ラウンドオペレーティングなどリアルでも観光事業に特化したサービスも展開を行っている。